# Rocky Mountain House
Rocky Mountain House är en stad i västra/centrala Alberta i Kanada. Invånarna uppgick 2011 till 6 933 i antalet. Rocky Mountain House Airport ligger nära staden.

### Fotnoter
1. ↑  ”Census Profile” (på engelska). Statistics Canada. 13 mars 2011. http://www12.statcan.gc.ca/census-recensement/2011/dp-pd/prof/details/page.cfm?Lang=E&Geo1=POPC&Code1=0720&Geo2=PR&Code2=48&Data=Count&SearchText=Rocky%20Mountain%20House&SearchType=Begins&SearchPR=01&B1=All&Custom=&TABID=1. Läst 3 februari 2014.